# Charles Simon (anarchiste)
Pour les articles homonymes, voir Charles Simon.
Charles Simon, surnommé « Biscuit » ou « Ravachol - II », né le 11 mai 1873 à Saint-Jean-le-Blanc (Loiret) et mort le 22 octobre 1894 aux Îles du Salut, est un militant et terroriste anarchiste illégaliste. Il est surtout connu pour avoir participé à lancer l'ère des attentats avec Ravachol, Soubère ou Jas-Béala en commettant l'attentat du Boulevard Saint-Germain. Il est tué par la police lors de la révolte des forçats anarchistes de 1894 à 21 ans.

## Biographie
Charles Achille Simon naît à Saint-Jean-le-Blanc le 11 mai 1873. Il exerce comme apprenti verrier. A une date indéterminée, il effectue deux mois de prison pour avoir volé une feuille de zinc à son patron.
Simon rencontre Ravachol à Paris autour de 1890-1891. Simon, surnommé Biscuit ou Ravachol - II lui est présenté par le couple Chaumertin, chez qui Ravachol réside. Ceux-ci lui disent que Simon, qui a alors 18 ans, est un militant partisan de la propagande par le fait et qu'il « connaît la capitale comme sa poche ». Rosalie Soubère, Ravachol, Simon, Joseph Jas-Béala, sont profondément touchés par la fusillade de Fourmies et l'affaire de Clichy, qui se déroulent le 1er mai 1891. Dans le premier cas, l'armée tire sur des manifestants et dans le second, la police s'engageant dans une fusillade avec des anarchistes et maltraitant les anarchistes arrêtés après.

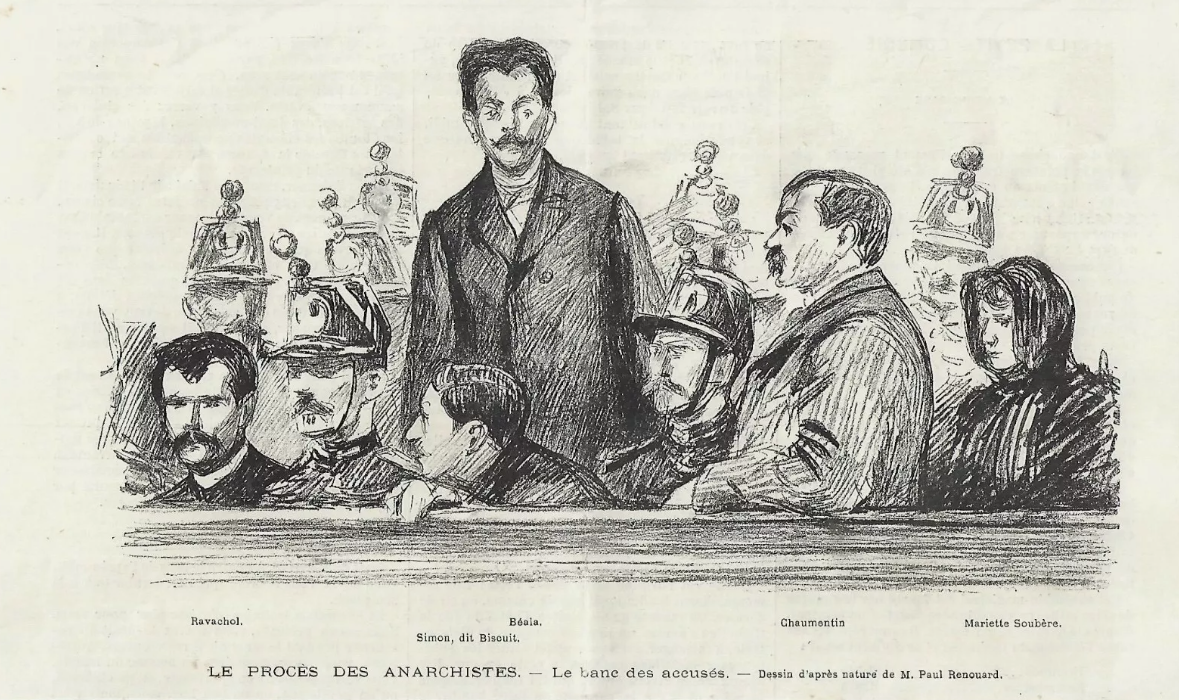
Procès des anarchistes impliqués dans l'affaire, 30 avril 1892, L'Illusration, Paul Renouard

Simon décide alors avec Ravachol de venger les anarchistes touchés par l'affaire de Clichy. Ravachol subtilise environ 1500 bâtons de dynamite à Soisy-sur-Seine et rejoint Simon pour confectionner une première bombe, destinée à tuer le juge ayant condamné les anarchistes de Clichy à des peines très dures. Les deux parviennent à créer une première bombe composée d'environ 50 bâtons de dynamite à Saint-Denis, le 7 mars 1892.

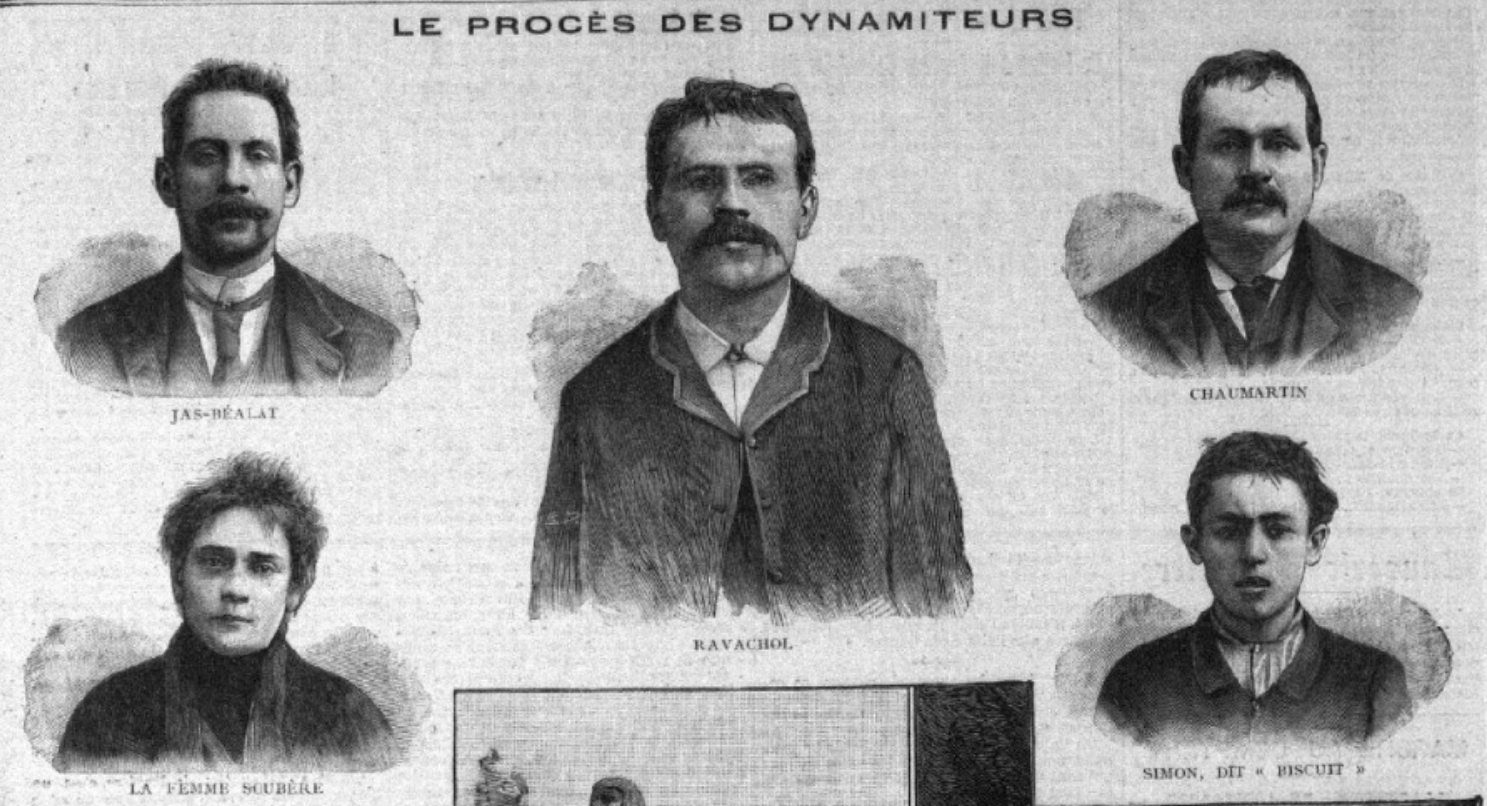
'Le procès des dynamiteurs' : Rosalie Soubère, Ravachol, Charles Simon, Joseph Jas-Béala et Charles Chaumartin. Le Petit Parisien : supplément illustré (1er mai 1892)
Le 11 mars 1892, il effectue une reconnaissance de la maison du juge Benoît, puis rejoint les autres conjurés. Accompagné de Ravachol, Rosalie Soubère, qui emporte la bombe sous sa jupe, le groupe prend le tramway en se dirigeant vers leur cible. Ravachol y dépose ensuite la bombe, qui explose en blessant légèrement une personne.
Simon et Ravachol ne sont pas satisfaits de l'échec de leur tentative et prévoient d'assassiner le procureur Bulot, qui a demandé la peine de mort des anarchistes de Clichy. Cette fois-ci, leur nouvelle bombe est composée de 120 bâtons de dynamite, plus du double. Si Ravachol mène la tentative au bout, sans tuer sa cible, Simon et les Chaumertins sont arrêtés après une dénonciation d'un informateur de la police.
Au procès, accompagnant celui de Ravachol, il assume ses actes et répond « Absolument » lorsqu'on lui demande s'il a bien participé aux attentats. Si Biscuit est son pseudonyme militant, il hérite de l'appellation « Ravachol - II » lors de ce procès. Condamné à la prison à vie par la Cour d’assises de la Seine, comme Ravachol, plus tard condamné à mort pour sa part, il est déporté au bagne de Cayenne.
Il y est tué par les autorités aux Îles du Salut le 22 octobre 1894,, lors de la révolte des forçats anarchistes de 1894.